# Плебани, Вероника Йоко
Вероника Йоко Плебани (итал. Veronica Yoko Plebani; род. 1 марта 1996, Гавардо, Ломбардия) — итальянская спортсменка, в настоящее время выступающая в паратриатлоне в классе PTS2. Бронзовый призёр Летних Паралимпийских игр 2020 года в Токио в классе PTS2.

## Биография
Родилась 1 марта 1996 года в Гавардо в провинции Брешиа области Ломбардия. Второе имя Йоко дала ей мать, любившая буддийскую культуру. «Моя мама хотела это имя, потому что оно означает солнечный и веселый. Это имя также дают японским девочкам, родившимся в марте». Живёт в Палаццоло-суль-Ольо. В детстве занималась различными видами спорта, такими как танцы, гимнастика, легкая атлетика и сноуборд.
Окончила Болонский университет, где изучала политологию.
В возрасте 15 лет, в апреле 2011 года Плебани поставили диагноз бактериальный менингит, госпитализирована с апреля по октябрь (четыре месяца), получила поражение конечностей, ей ампутировали фаланги пальцев рук и ног, на теле остались обширные шрамы. После выписки из больницы стала частью команды итальянской НКО art4sport, которая поощряет молодых людей с недостатками конечностей заниматься спортом, вместе с Бебе Вио.
Участвовала в зимних Паралимпийских игр 2014 года в Сочи, где 14 марта на горнолыжном курорте Роза Хутор заняла 11-е место (последнее) в соревнованиях по сноуборд-кроссу в категории стоя. Соревнования по сноуборд-кроссу дебютировали в программе зимних Паралимпийских игр.
Участвовала в летних Паралимпийских играх 2016 года в бразильском Рио-де-Жанейро, где 14—15 сентября в лагуне Родригу-ди-Фрейтас заняла 6-е место в соревнованиях по гребле на байдарке (параканоэ) в классе KL3. Соревнования по параканоэ дебютировали в программе летних Паралимпийских игр.
После возвращения из Рио-де-Жанейро начала тренироваться в паратриатлоне в команде 707 Team Minini. В 2017 году дебютировала в соревнованиях по паратриатлону. Участвовала в летних Паралимпийских играх 2020 года, где 28 августа 2021 года в морском парке Одайба заняла 3-е место в соревнованиях по паратриатлону в классе PTS2.
В 2021 году стала членом Паралимпийского комитета Италии (CIP).
В социальных сетях выступает за право комфортно ощущать себя в своём теле при любом внешнем виде (бодипозитив).
В 2020 году выпустила роман «Цветы, жаждущие жизни» (Fiori affamati di vita).
Владеет помимо родного итальянского, английским и немецким языками.